# Odra 1001

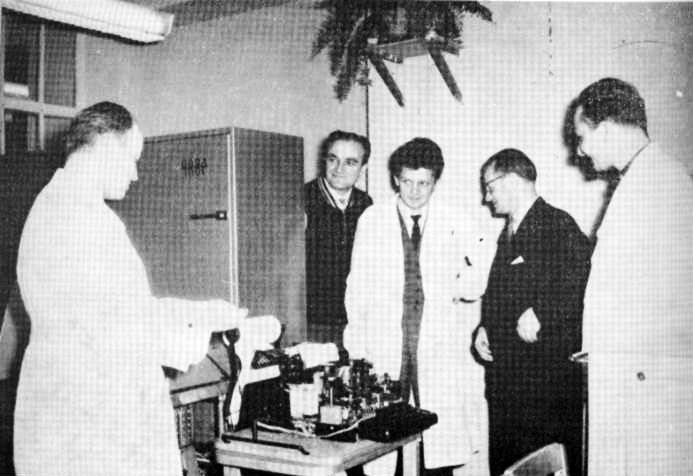
Команда разработчиков

Odra 1001 — прототип лампового компьютера первого поколения из серии Odra. Собран в 1960—1961 годах на заводе электроники Elwro во Вроцлаве. Команда разработчиков: Я. Куновский, Я. Марковский, А. Засада, Я. Ксянжек, А. Почантек, Р. Врона и Т. Камбурелис.
Архитектура компьютера была частично основана на незаконченном проекте конвертера S-1, испытанного командой Ежи Градовского с отделения математических аппаратов Польской академии наук. Память на магнитных барабанах — модификация памяти компьютера EMAL-2, созданного Ромуальдом Марчиньским.
Этот компьютер был первым в серии компьютеров Odra, однако получил неудовлетворительную оценку на испытаниях и в дальнейшем не производился. Был собран всего один экземпляр. Следующим в линейке стал компьютер Odra 1002.

## Характеристики
- Машинное слово: 18 бит[пол.]
- Внутренняя память: магнитный барабан (модификация памяти компьютера EMAL-2)
- Объём памяти: 2048 машинных слов
- Устройства ввода/вывода: устройство для чтения перфоленты, телетайп
- Скорость: 200 операций в секунду.